# Esperança da Costa
Esperança Maria Eduardo Francisco da Costa (Luanda, 3 de maio de 1961) é uma bióloga, pesquisadora-docente universitária e política angolana.
Foi vice-cabeça de lista do partido Movimento Popular de Libertação de Angola (MPLA) para as eleições gerais de Angola de 2022. Com a vitória do partido, tornou-se vice-presidente de Angola em 15 de setembro de 2022.

## Biografia
Esperança da Costa nasceu em 3 de maio de 1961, na zona ainda conhecida como "Bairro Indígena", actualmente bairro de Nelito Soares, na cidade de Luanda. Seu pai Eduardo Francisco, natural de Nezeto, foi técnico de máquinas da Textang, e sua mãe, Maria Ventura, natural de Luanda, foi costureira da camisaria da Textang. Esperança da Costa advém, portanto, de uma família de operários da indústria que vivia na periferia de Luanda. É a quatra de seis filhos do casal Eduardo e Maria.

### Juventude
Em 1967 ingressou na Escola Primária nº 227, localizada no referido bairro, onde estudou até à 4ª classe. Ingressou, em 1970, na Escola Secundária General Geraldo António Victor, em Vila Alice, concluíndo o período em 1972. Em 1977 concluiu o ensino liceal no Liceu Feminino D. Guiomar de Lencastre (actual Liceu Ginga Ambande), em Luanda.
Matriculou-se no Centro Pré-Universitário que funcionou no ano lectivo 1978 na Faculdade de Ciências da Universidade Agostinho Neto, seu primeiro contato científico com as ciências biológicas.
Na juventude, durante o processo de descolonização do país, integrou os quadros da Juventude do Movimento Popular de Libertação de Angola (JMPLA) e da Organização da Mulher Angolana (OMA). Foi, inclusive, militando na JMPLA do Cubaza-Luanda que conheceu António "Tony" José da Costa Júnior, que posteriormente tornou-se seu esposo. Integrou, ainda, como membra do JMPLA e da célula do MPLA da Faculdade de Ciências, o Comité Comunal do Rangel do MPLA, de onde passaria a membro do Comité Municipal de Luanda do MPLA e, seguidamente, para membro do Comité Provincial de Luanda do MPLA.

### Carreira acadêmica e profissional
Estudou biologia na Universidade Agostinho Neto (UAN) a partir de 1979, graduando-se em 1985. Entre 1983-1984 especializou-se no Centro de Botânica do Instituto de Investigação Científica Tropical em Lisboa, Portugal, com uma bolsa de estudos conjunta da Fundação Calouste Gulbenkian e do Instituto Nacional de Gestão de Bolsas de Estudo (INAGBE). Em seu período universitário teve forte influência do professor Carlos Alvarez e da professora Maria Adélia Diniz Martins. Enquanto em Portugal, esteve envolvida no associativismo político juvenil e estudantil.
De volta à Luanda, foi reintegrada à OMA e nomeada, em seguida, assistente de biologia vegetal na Universidade Agostinho Neto, tornando-se chefe do departamento de biologia em 1986. Entre 1986 e 1990, ela foi a responsável pelo desenvolvimento do Herbário de Luanda.
Em 1990, ela iniciou o mestrado em produtividade vegetal na Universidade Técnica de Lisboa, seguindo, em 1992, para o doutorado em fitoecologia pela mesma universidade, concluído em 1997.
Em 1992 é eleita Presidente da Comissão Executiva dos Biólogos, órgão que em 2022 viria se tornar a Ordem dos Biólogos de Angola, da qual, também, é membra-fundadora.
Ao regressar para Angola, foi readmitida como professora da Universidade Agostinho Neto, tornando-se directora do Herbário de Luanda e professora assistente de biologia vegetal.
Tornou-se, em seguida, vice-directora de Assuntos Científicos e, a partir de 2002, vice-reitora para a Expansão Universitária da UAN (cargo ocupado até 2007). Entre 2007 e 2010 torna-se directora Nacional da Expansão do Ensino Superior do Ministério do Ensino Superior, período em que Angola expande fortemente a oferta de ensino, com a construção de campi e novas instituições de ensino superior por todo o território nacional. Torna-se diretora do Centro de Botânica da UAN entre 2010 e 2020.
Já membra suplente, ascende à membra efetiva do Comité Central do MPLA em 2019, sendo nomeada pelo presidente João Lourenço como Secretária de Estado para as Pescas em 2020. Em seguida passou a fazer parte do Bureau Político do partido.
Disputou e venceu como vice-cabeça de lista do MPLA as eleições gerais de Angola de 2022. Tomou posse como Vice-Presidente de Angola em 15 de setembro de 2022.

## Vida pessoal
É casada com Tony José da Costa desde 1992, com quem tem os filhos Yuri Danilo Costa e "Neli" Costa. Mantém como passatempos o hábito de realizar caminhadas, de cozinhar, de ouvir música, de ler e de cultivar plantas, tomando tempo também pela militância pela preservação ambiental.